# Montboillon
Montboillon är en kommun i departementet Haute-Saône i regionen Bourgogne-Franche-Comté i östra Frankrike. Kommunen ligger i kantonen Gy som tillhör arrondissementet Vesoul. År 2022 hade Montboillon 299 invånare.

## Befolkningsutveckling
Antalet invånare i kommunen Montboillon
| Referens: INSEE |